# Alexander Todd
Sir Alexander Robertus Todd (n. 2 octombrie 1907, Glasgow, Regatul Unit al Marii Britanii și Irlandei – d. 10 ianuarie 1997, Cambridge, Anglia, Regatul Unit) a fost un chimist britanic, laureat al Premiului Nobel pentru chimie (1957).

## Biografie
Alexander Todd s-a născut în 1907, la Glasgow, Scoția, în familia omului de afaceri Alexander Todd. A învățat la Școala Allan Glen, apoi la Universitatea din Glasgow, unde a obținut licența în 1928. După o scurtă perioadă, a plecat la Universitatea din Frankfurt-pe-Main, unde a studiat sub îndrumarea profesorului Walther Borsche și a obținut doctoratul în 1931, în urma prezentării unei teze despre acizii biliari. La întoarcerea în Anglia a lucrat alături de laureatul Nobel Sir Robert Robinson și a obținut un alt doctorat la Universitatea Oxford, în 1933. În anul 1934 s-a alăturat profesorilor de la Universitatea Edinburgh.În 1936 s-a mutat la Institutul Lister pentru Medicină Preventivă din Chelsea. Anul următor devine conferențiar la Universitatea din Londra. Între 1938 și 1944 este profesor de chimie și director la laboratoarele chimice ale Universității din Manchester. În 1944 acceptă postul de profesor de chimie organică la Universitatea Cambridge.